# گلن دیویس، نیو ساوت ولز
گلن دیویس (به انگلیسی: Glen Davis) یک شهرک در استرالیا است که در نیو ساوت ولز واقع شده‌است.